# Gordoje
Gordoje (russisch Гордое, deutsch Bürgersdorf) ist ein Ort in der russischen Oblast Kaliningrad. Er gehört zur kommunalen Selbstverwaltungseinheit Stadtkreis Gwardeisk im Rajon Gwardeisk.

## Geographische Lage
Gordoje liegt drei Kilometer südöstlich der einstigen Kreisstadt Snamensk (Wehlau) und grenzt an die Regionalstraße 27A-025 (ex R508). Die nächste Bahnstation ist Snamensk an der Bahnstrecke Kaliningrad–Tschernyschewskoje (Königsberg–Eydtkuhnen/Eydtkau) – der einstigen Preußischen Ostbahn – zur Weiterfahrt nach Litauen und in das russische Kernland.

## Geschichte
Bürgersdorf wurde am 13. Juni 1874 Amtssitz und namensgebender Ort für einen neu errichteten Amtsbezirk. Er gehörte bis 1945 zum Landkreis Wehlau im Regierungsbezirk Königsberg der preußischen Provinz Ostpreußen.
Im Jahre 1945 kam Bürgersdorf in Kriegsfolge mit dem nördlichen Ostpreußen zur Sowjetunion. 1950 erhielt der Ort den russischen Namen Gordoje und wurde dem Dorfsowjet Bolschepoljanski selski Sowet im Rajon Gwardeisk zugeordnet. Seit 1991 wurde der Ort von der Siedlung städtischen Typs Snamensk aus verwaltet. Von 2005 bis 2014 gehörte Gordoje zur Landgemeinde Snamenskoje selskoje posselenije und seither zum Stadtkreis Gwardeisk.

### Einwohnerentwicklung
| Jahr | Einwohner |
| ---- | --------- |
| 1910 | 520       |
| 1933 | 477       |
| 1939 | 452       |
| 2002 | 384       |
| 2010 | 322       |

### Amtsbezirk Bürgersdorf (1874–1945)
Bei der Errichtung des Amtsbezirks Bürgersdorf im Jahre 1874 gehörten drei Gutsbezirke (GB) und zwei Landgemeinden (LG) zu seinem Gebiet:
| Name              | Russischer Name |
| ----------------- | --------------- |
| Allenvorwerk (GB) |                 |
| Bürgersdorf (LG)  | Gordoje         |
| Holländerei (LG)  |                 |
| Neuwalde (GB)     |                 |
| Seeckshof (GB)    | Wolostnowo      |

Vor 1883 wurde noch der Gutsbezirk Pinnau eingegliedert, der jedoch 1928 nach Paterswalde (heute russisch: Bolschaja Poljana) in den gleichnamigen Amtsbezirk umgegliedert wurde. Aufgrund weitere Umstrukturierungen gehörten am 1. Januar 1945 lediglich noch zwei Gemeinden zum Amtsbezirk Bürgersdorf: Bürgersdorf un Holländerei.

## Kirche
Mit seiner überwiegend evangelischen Bevölkerung war Bürgersdorf bis 1945 in das Kirchspiel der Pfarrkirche St. Jacobi in Wehlau (heute russisch: Snamensk) eingegliedert. Es gehörte zum Kirchenkreis Wehlau in der Kirchenprovinz Ostpreußen der Kirche der Altpreußischen Union. Heute liegt Gordjoje im Einzugsbereich der in den 1990er Jahren neu entstandenen evangelisch-lutherischen Gemeinde in Bolschaja Poljana (Paterswalde), einer Filialgemeinde der Auferstehungskirche in Kaliningrad (Königsberg) in der Propstei Kaliningrad der Evangelisch-lutherischen Kirche Europäisches Russland.